# 夢でワイドショー 永六輔の芸能ジャーナル
夢でワイドショー〜永六輔の芸能ジャーナル（ゆめでワイドショーえいろくすけのげいのう- ）は、1996年と1997年にNHK衛星第2（BS2）のウィークエンドスペシャル枠で放送された番組である。

## 概要
司会は共同プロデュースした永六輔と辛淑玉。「ワイドショー」と銘打たれているがワイドショー番組へのアンチテーゼという色彩が強い番組といえる。両名は大のワイドショー嫌いで有名で、批判して反撃を食らうくらいなら既存のワイドショー番組への皮肉をこめて製作しようという意図で作ったという。実際内容は既存のワイドショーと正反対のものであった。
| スタブアイコン | サブスタブ | この項目は、まだ閲覧者の調べものの参照としては役立たない、テレビ番組に関連した書きかけの項目です。この項目を加筆・訂正などしてくださる協力者を求めています（P:テレビ/PJ:放送または配信の番組）。 |